# Robert Collin
Robert Collin, född 20 april 1949 i Stockholm, är en svensk motorjournalist och krönikör verksam på Aftonbladet, tidigare på Teknikens värld. Under sin tid på Teknikens värld fick Collin viss internationell uppmärksamhet 1997 när han välte med en ny Mercedes-Benz A-klass i ett undanmanöverprov (älgtest), vilket slutligen resulterade i att Daimler-Benz stoppade produktionen, återkallade alla levererade bilar och modifierade bilmodellen med nytt chassi och antisladdsystem (ESP).
Collin är svensk representant i juryn för World Car of the Year Award.
Robert Collin är far till journalisten Jorun Collin.
Han var under skoltiden klasskamrat med Carl Bildt.